# Carex diluta
Carex diluta är en halvgräsart som beskrevs av Friedrich August Marschall von Bieberstein. Carex diluta ingår i släktet starrar, och familjen halvgräs.

## Underarter
Arten delas in i följande underarter:
- C. d. diluta
- C. d. fissirostris